# Parasa minuta
Parasa minuta is een vlinder uit de familie van de slakrupsvlinders (Limacodidae). De wetenschappelijke naam van de soort is voor het eerst geldig gepubliceerd in 1927 door Hering & Hopp.